# Argentinochondria
Argentinochondria is een geslacht van eenoogkreeftjes uit de familie van de Chondracanthidae. De wetenschappelijke naam is voor het eerst geldig gepubliceerd in 2003 door Etchegoin, Timi & Sardella.

## Soorten
- Argentinochondria patagonensis Etchegoin, Timi & Sardella, 2003